# Yoshiya Nishizawa
Yoshiya Nishizawa (født 13. juni 1987) er en japansk fodboldspiller.